# Lijst van burgemeesters van Westmaas
Dit is een lijst van burgemeesters van de voormalige Nederlandse gemeente Westmaas (ook wel Westmaas en Groep) tot die gemeente op 1 januari 1984 opging in de gemeente Binnenmaas.
| Ambtsperiode | Naam burgemeester                              | Partij of stroming | Bijzonderheden                                                              |
| ------------ | ---------------------------------------------- | ------------------ | --------------------------------------------------------------------------- |
| 18?? - 1834  | A.A. van der Geer                              |                    |                                                                             |
| 1834 - 1850  | Petrus Maasdam Gerritsz.                       |                    |                                                                             |
| 1850 - 1852  | Ludovicus (L.) Kluit                           |                    | tevens burgemeester van Mijnsheerenland                                     |
| 1852 - 1861  | D. van Driel                                   |                    | tevens burgemeester van Mijnsheerenland                                     |
| 1862 - 1874  | G.A. (Gerardus Adrianus) van Driel (1830-1907) |                    | tevens burgemeester van Mijnsheerenland, later burgemeester van Puttershoek |
| 1874 - 1882  | M.W. de Kat                                    |                    | tevens burgemeester van Mijnsheerenland, later burgemeester van Hillegom    |
| 1882 - 1893  | M.A. Visser                                    |                    | tevens burgemeester van Mijnsheerenland                                     |
| 1893 - 1897  | U.J. Kapteyn                                   |                    | tevens burgemeester van Mijnsheerenland                                     |
| 1897 - 1899  | L.N. Kruijff                                   |                    | tevens burgemeester van Mijnsheerenland                                     |
| 1899 - 1901  | Dirk (D.A.) van Eck                            | sociaaldemocraat   | tevens burgemeester van Mijnsheerenland, later burgemeester van Boskoop     |
| 1901 - 1933  | G.J.B. ter Kuile                               |                    | tevens burgemeester van Mijnsheerenland                                     |
| 1934 - 1959  | Andries (A.) de Jong                           |                    | tevens burgemeester van Mijnsheerenland                                     |
| 1960 - 1970  | Arnoldus (A.) van Walsum                       | ARP                | tevens burgemeester van Mijnsheerenland, later burgemeester van Den Ham     |
| 1970 - 1981  | Willem (W.) Tuik                               | ARP / CDA          | tevens burgemeester van Mijnsheerenland, later burgemeester van Brederwiede |
| ??           | ??                                             |                    |                                                                             |